# Juliusz Maternus
Juliusz Maternus (I w. n.e.) – rzymski kupiec, w poszukiwaniu nosorożców odbył śladem Septymiusza Flakusa podróż z Leptis Magna w głąb Afryki (okolice dzisiejszego Czadu), gdzie nawiązał kontakty z Garamantami i wspólnie z nimi wyruszył w stronę kraju Agisymba (Etiopii), raportując odkrycie żyznej krainy za pustynią i przywożąc nosorożca o dwóch rogach, który został zaprezentowany w Koloseum.